# Samsung i8910
Samsung i8910, inaczej zwany OmniaHD – smartfon firmy Samsung. Jest wyposażony w aparat fotograficzny 8 MPx oraz kamerę, która może nagrywać filmy w rozdzielczości HD (1280x720). Działa pod kontrolą systemu operacyjnego Symbian s60 9.4v5.